# Okres Hodonín

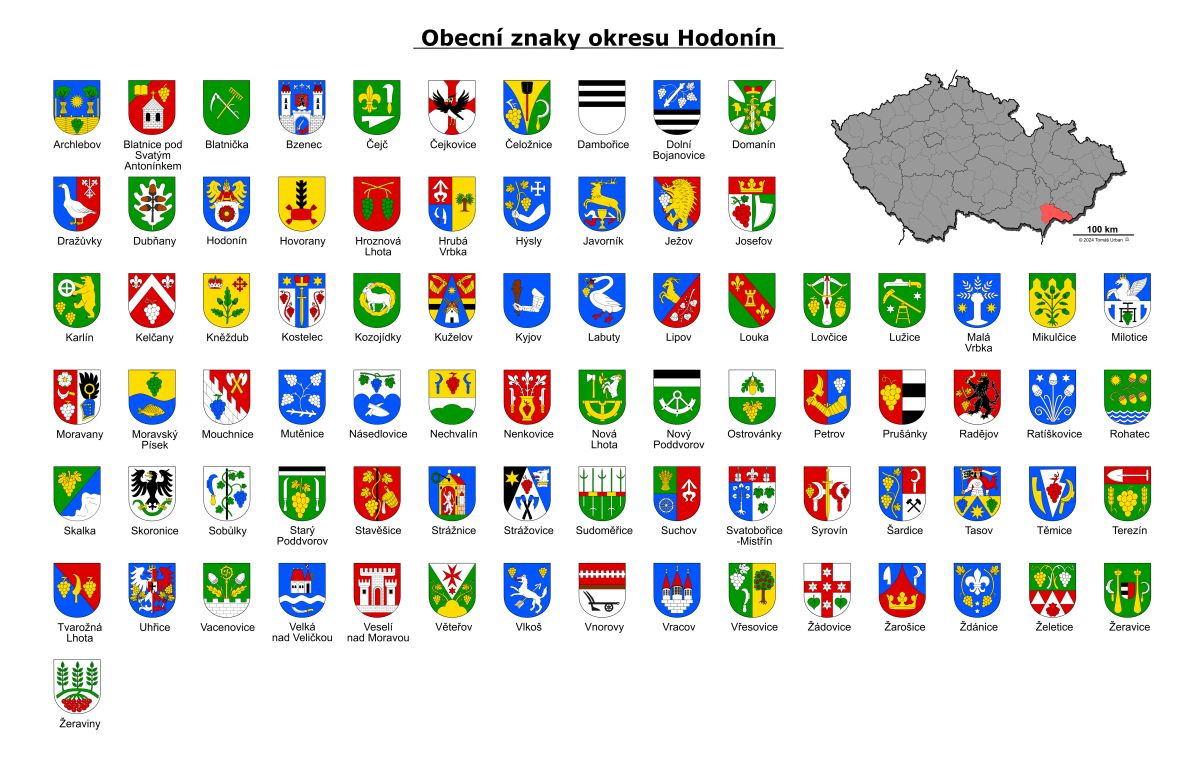
Přehled obecních znaků okresu Hodonín

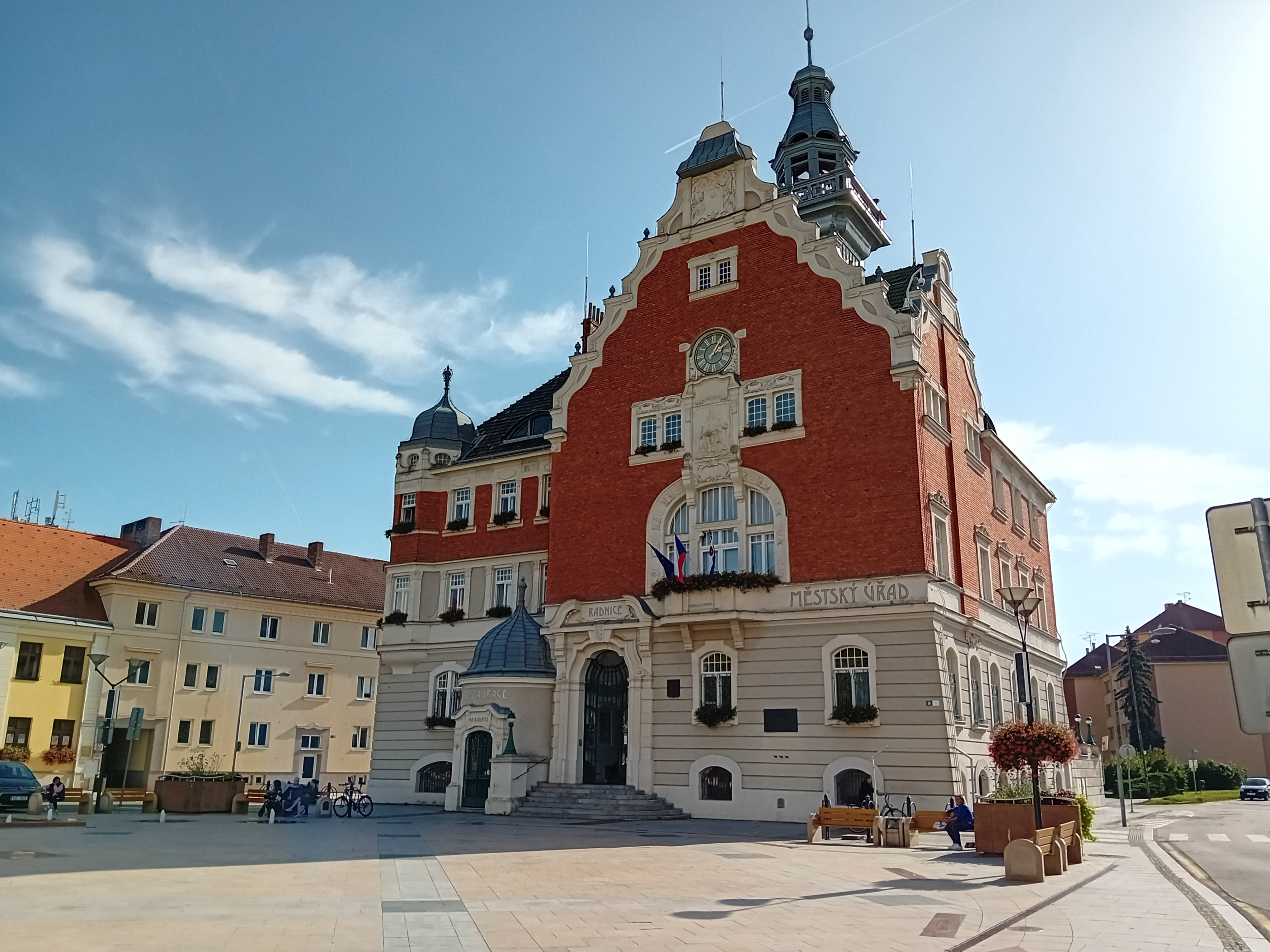
Centrum okresního města

Okres Hodonín je okres v jihovýchodní části Jihomoravského kraje. Jeho dřívějším sídlem bylo město Hodonín. 
Z jihomoravských okresů sousedí na západě s okresem Břeclav a na severozápadě s okresem Vyškov, na severu a severovýchodě pak hraničí s okresy Kroměříž a Uherské Hradiště Zlínského kraje. Z jihu je okres vymezen státní hranicí se Slovenskem.
Okres Hodonín je cílem vinařské turistiky v ČR. Převážná část okresu se nachází ve Slovácké vinařské podoblasti.

## Struktura povrchu
Celková plocha okresu 31. prosince 2003 činila 1 086,36 km², z toho:
- 64,11 % zemědělských pozemků, kterou z 77,79 % tvořila orná půda (49,87 % rozlohy okresu)
- 35,89 % ostatní pozemky, z toho 69,05 % lesy (24,78 % rozlohy okresu)

V roce 2017 činila rozloha okresu 1099,13 km², tedy 15,3 % rozlohy Jihomoravského kraje. Po okresích Znojmo a Brno-venkov je rozlohou třetí největší v kraji.

## Demografické údaje
Data k 1. lednu 2023:
| Popis          | Celkem  | Muži          | Ženy          |
| -------------- | ------- | ------------- | ------------- |
| počet obyvatel | 152 119 | 74 997 49,3 % | 77 122 50,7 % |
| průměrný věk   | 44,1    | 42,5          | 45,7          |

- Hustota zalidnění je 138,4 obyvatel/km².
- V okrese je celkem 8 měst a žije v nich 45,1 % obyvatel.
- V roce 2023 žilo v 82 městech a obcích okresu přes 152 000 obyvatel, tedy 12,5 % obyvatel Jihomoravského kraje. 50,8 % obyvatel žilo v deseti největších městech či obcích. Přes 6 600 obyvatel žije ve 21 obcích, které mají méně než 500 obyvatel.

### Zaměstnanost
(2003)
| Počet obyvatel se stálým zaměstnáním | 33 365    |
| Průměrný plat                        | 13 544 Kč |
| Nezaměstnaných                       | 12 428    |
| Míra nezaměstnanosti (2013)          | 14,92 %   |

### Školství
(2003)
| Druh školy                     | Počet škol |
| ------------------------------ | ---------- |
| Mateřské školy                 | 78         |
| Základní školy                 | 65         |
| Gymnázia                       | 3          |
| Střední školy průmyslové školy | 10         |
| Střední odborná učiliště       | 13         |
| Vyšší odborné školy            | 2          |

### Zdravotnictví
(2003)
| Lékaři                          | 434 |
| Nemocnice                       | 2   |
| Specializovaná léčebná zařízení | -   |
| Zubní lékaři                    | 75  |
| Lékárny                         | 27  |

### Zdroj
- Český statistický úřad

## Silniční doprava
Na území Okresu Hodonín zasahuje i malá část dálnice  D55
Okresem prochází silnice I. třídy I/51, I/54, I/55, I/70 a I/71.
Silnice II. třídy jsou II/380, II/381, II/419, II/422, II/423, II/426, II/427, II/429, II/431, II/432 a II/495.

## Železniční doprava
Okresem prochází železniční tratě : Přerov–Břeclav, Vlárská dráha, Bzenec – Moravský Písek, Hodonín – Holíč nad Moravou, Hodonín–Zaječí, Rohatec – Veselí nad Moravou, Veselí nad Moravou – Nové Mesto nad Váhom. 

## Seznam obcí

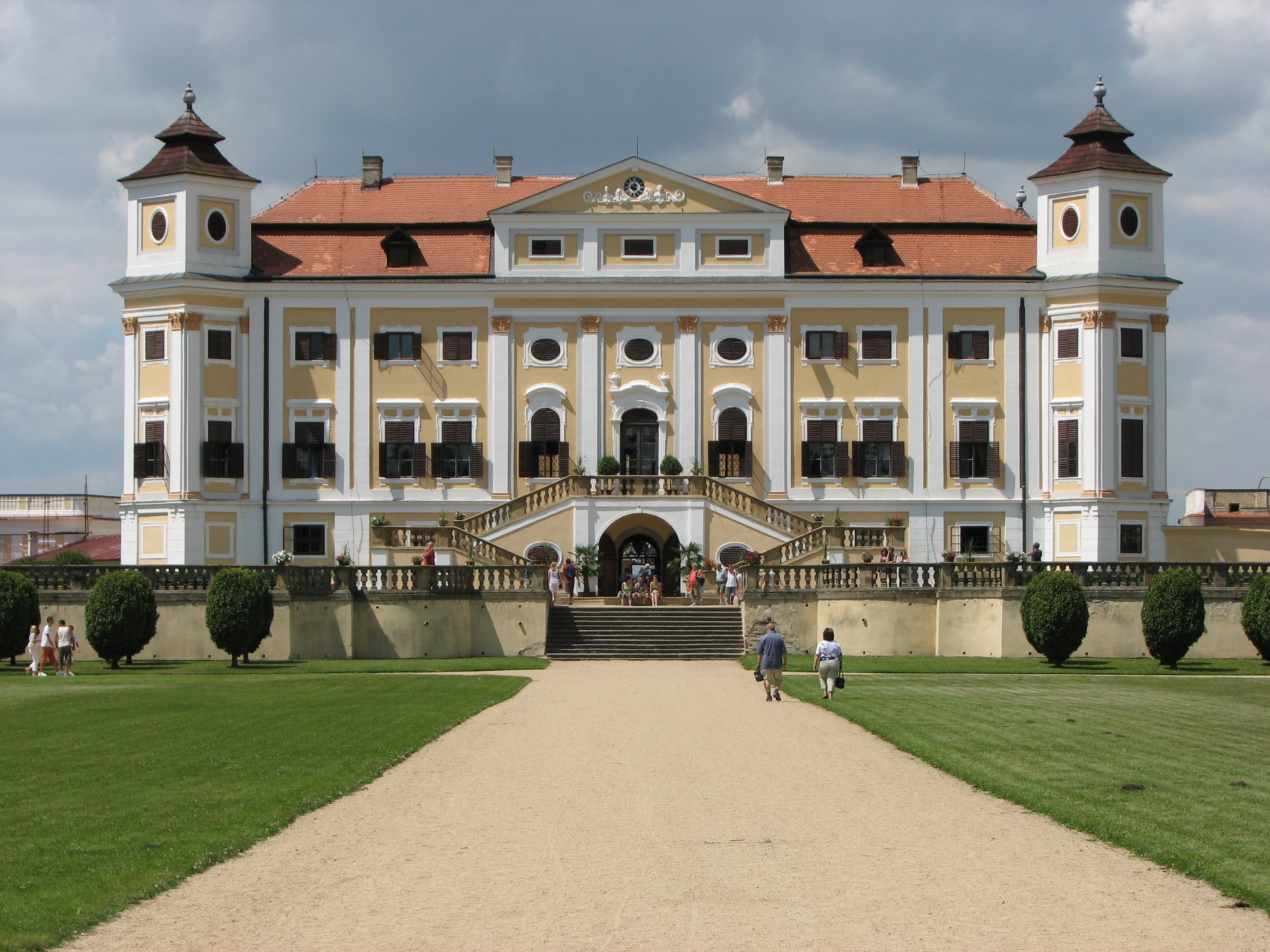
Zámek Milotice

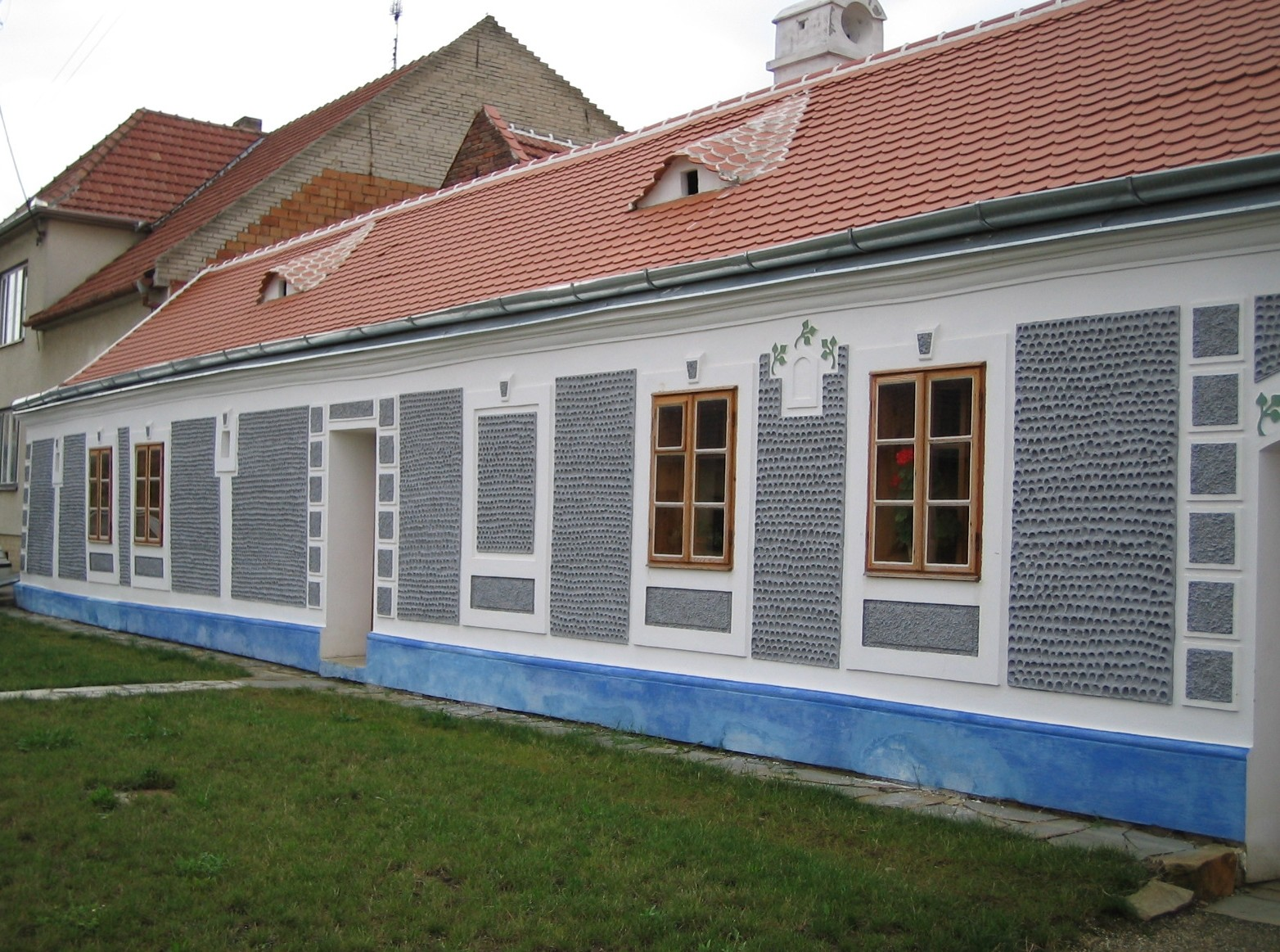
Rodný dům Joži Uprky v Kněždubu

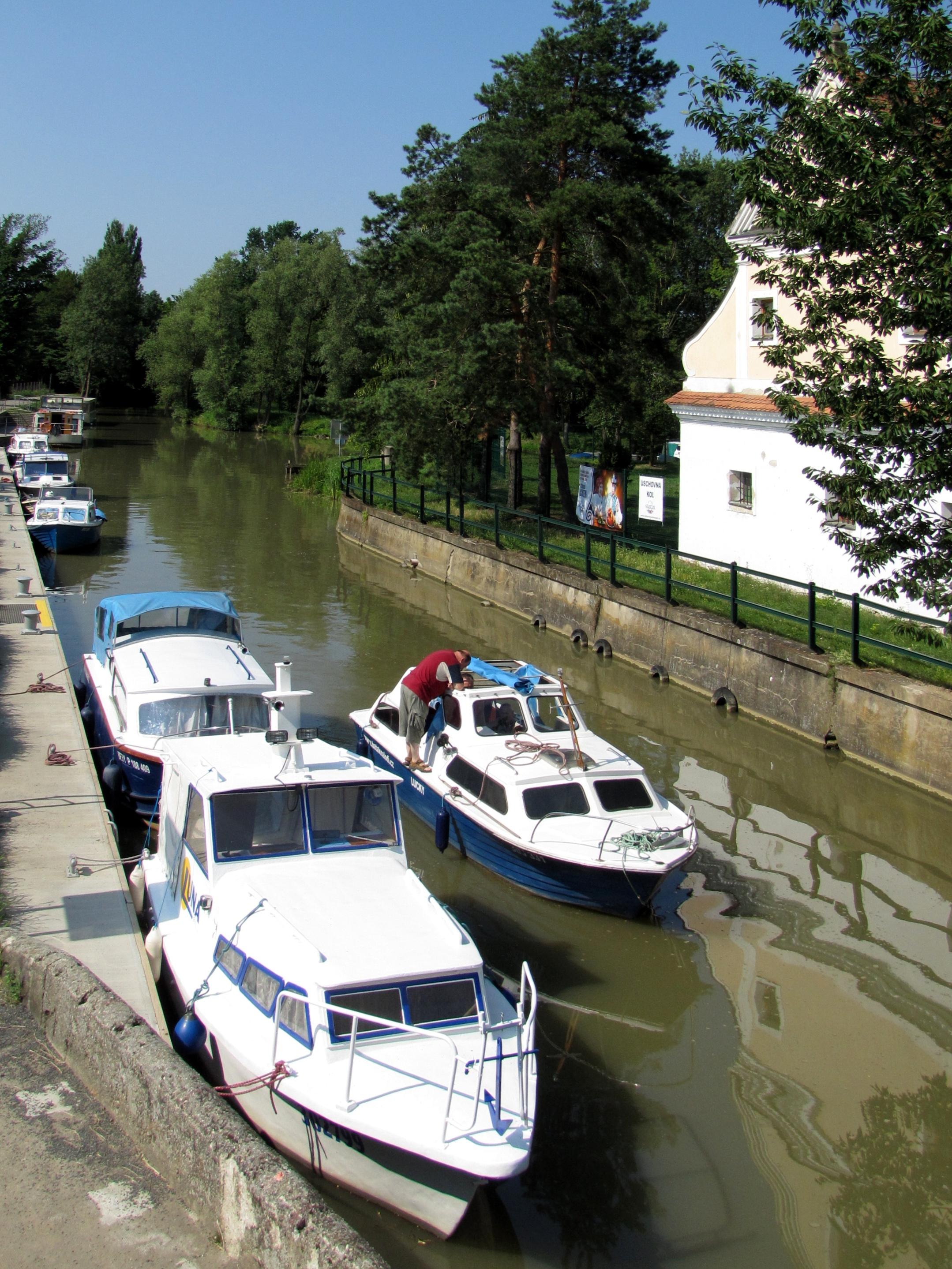
Baťův kanál ve Strážnici

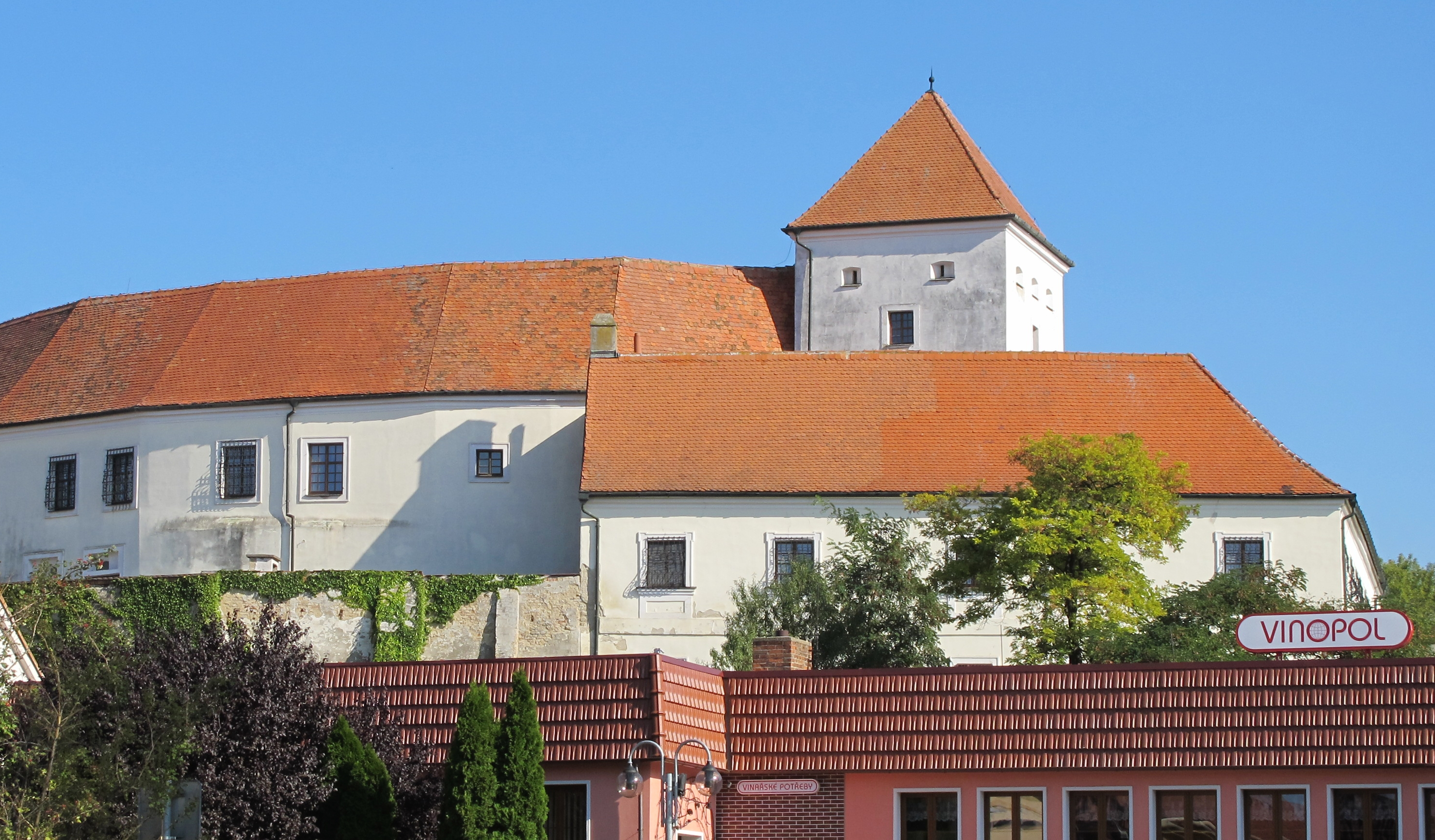
Templářská tvrz v Čejkovicích

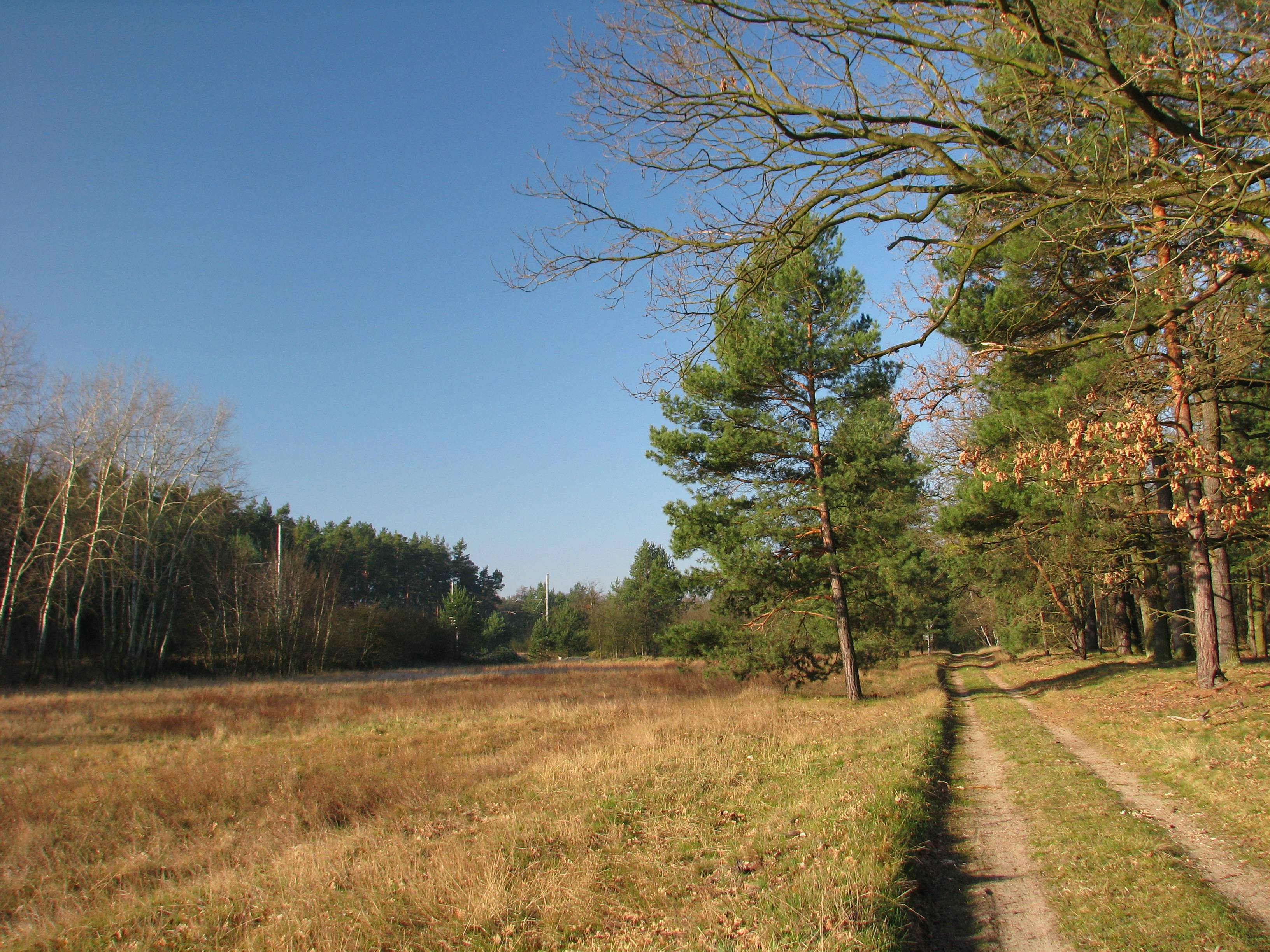
Přírodní památka Váté písky

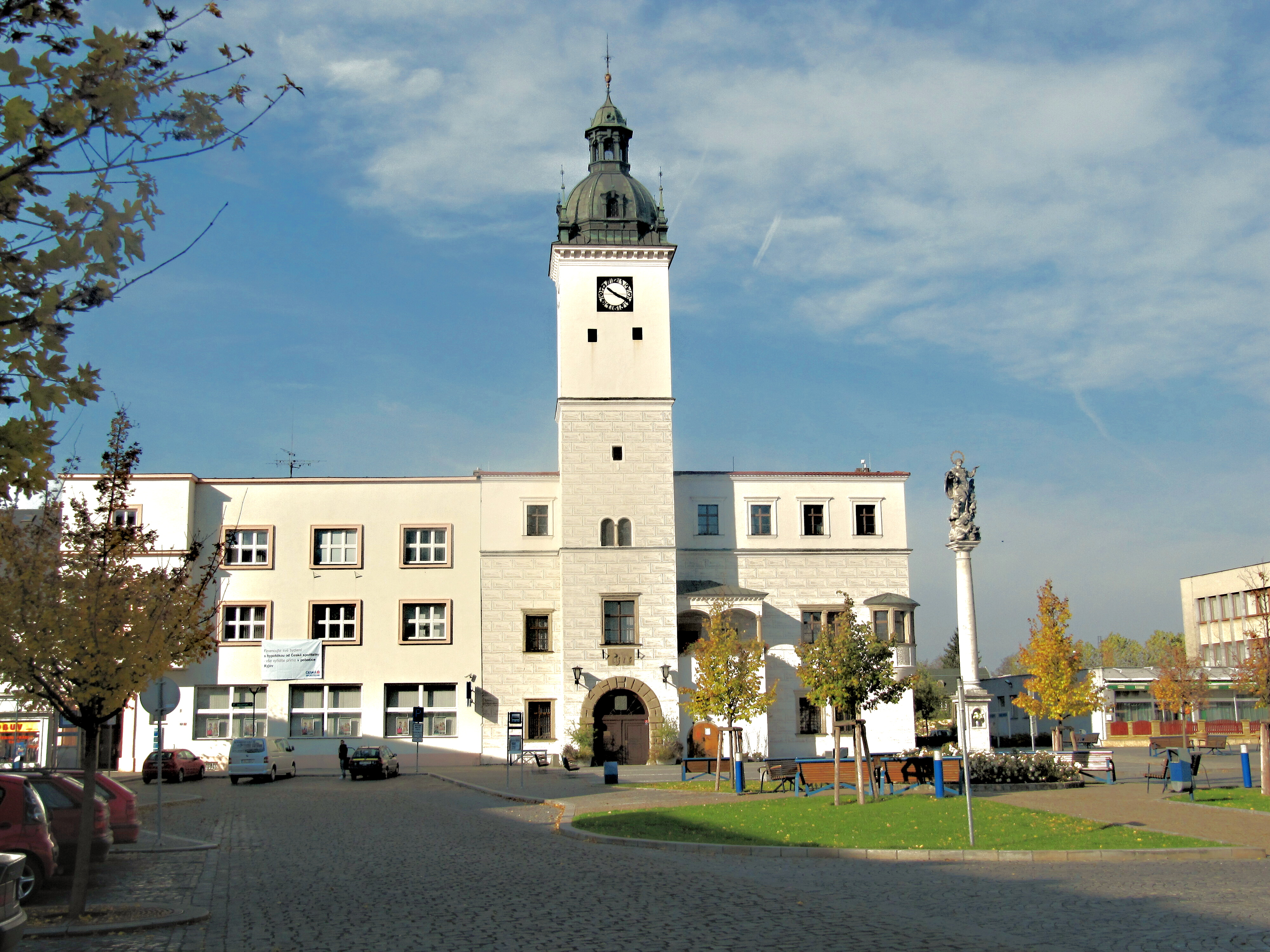
Radnice v Kyjově

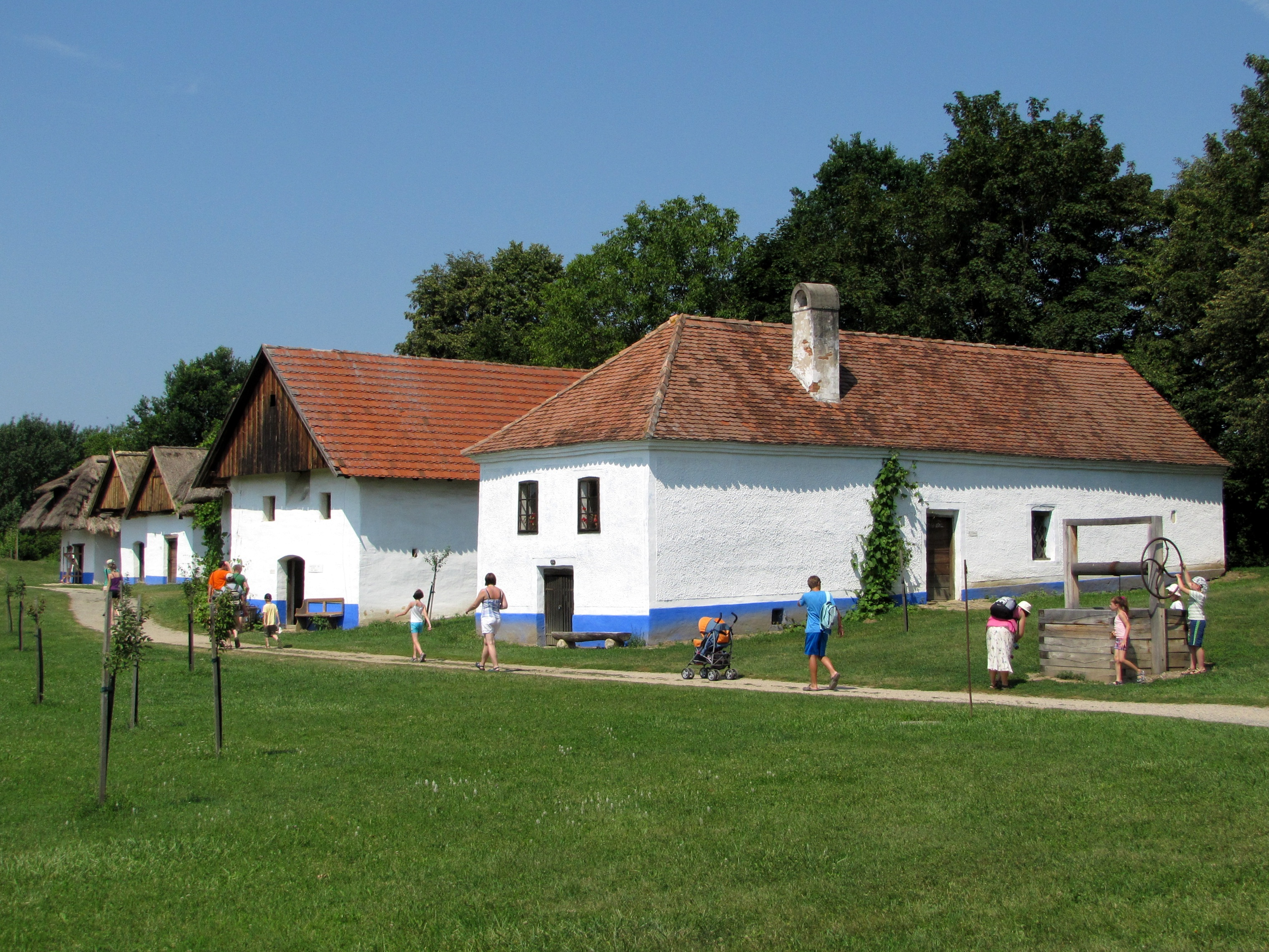
Skanzen ve Strážnici

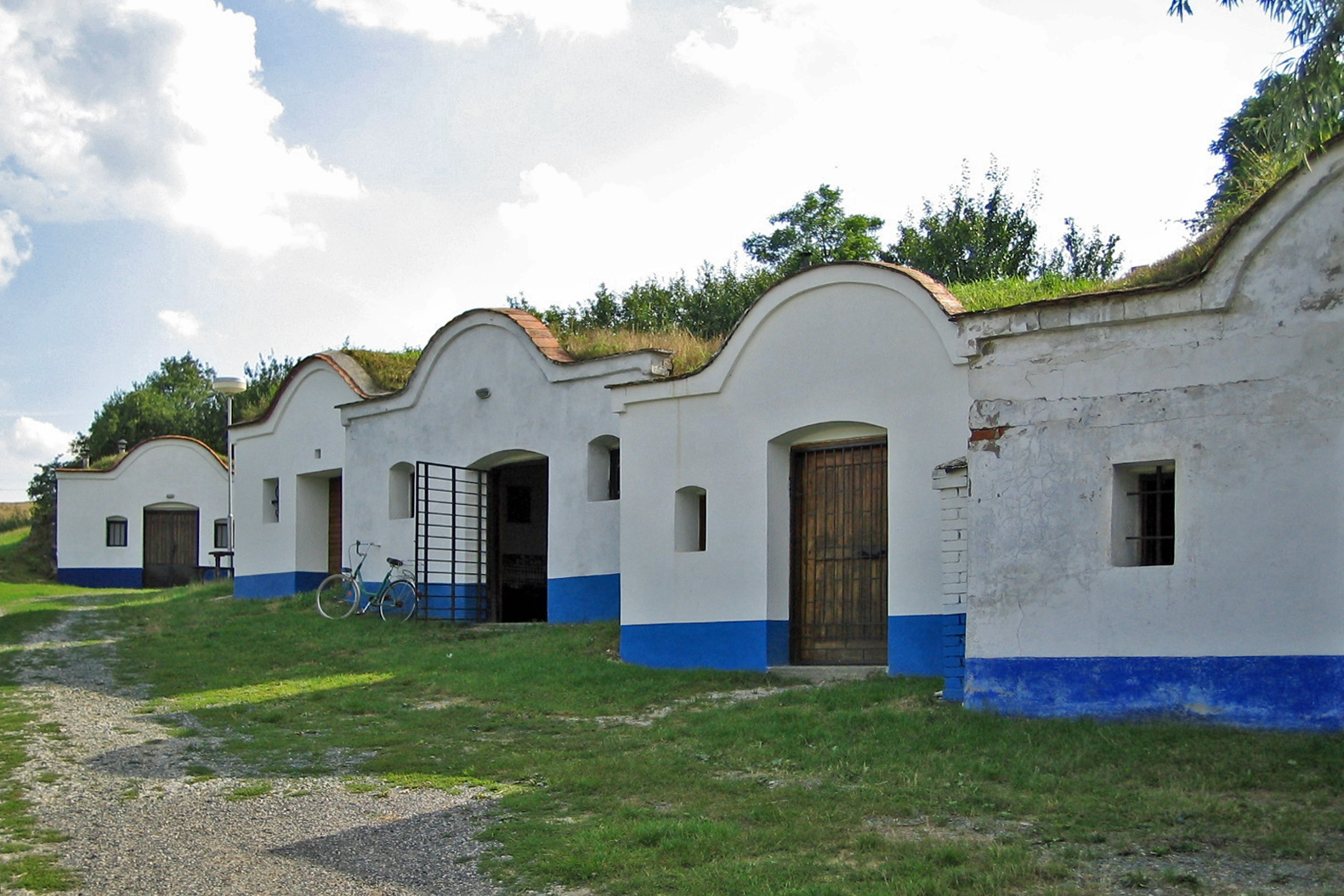
Vinné sklípky Plže v Petrově

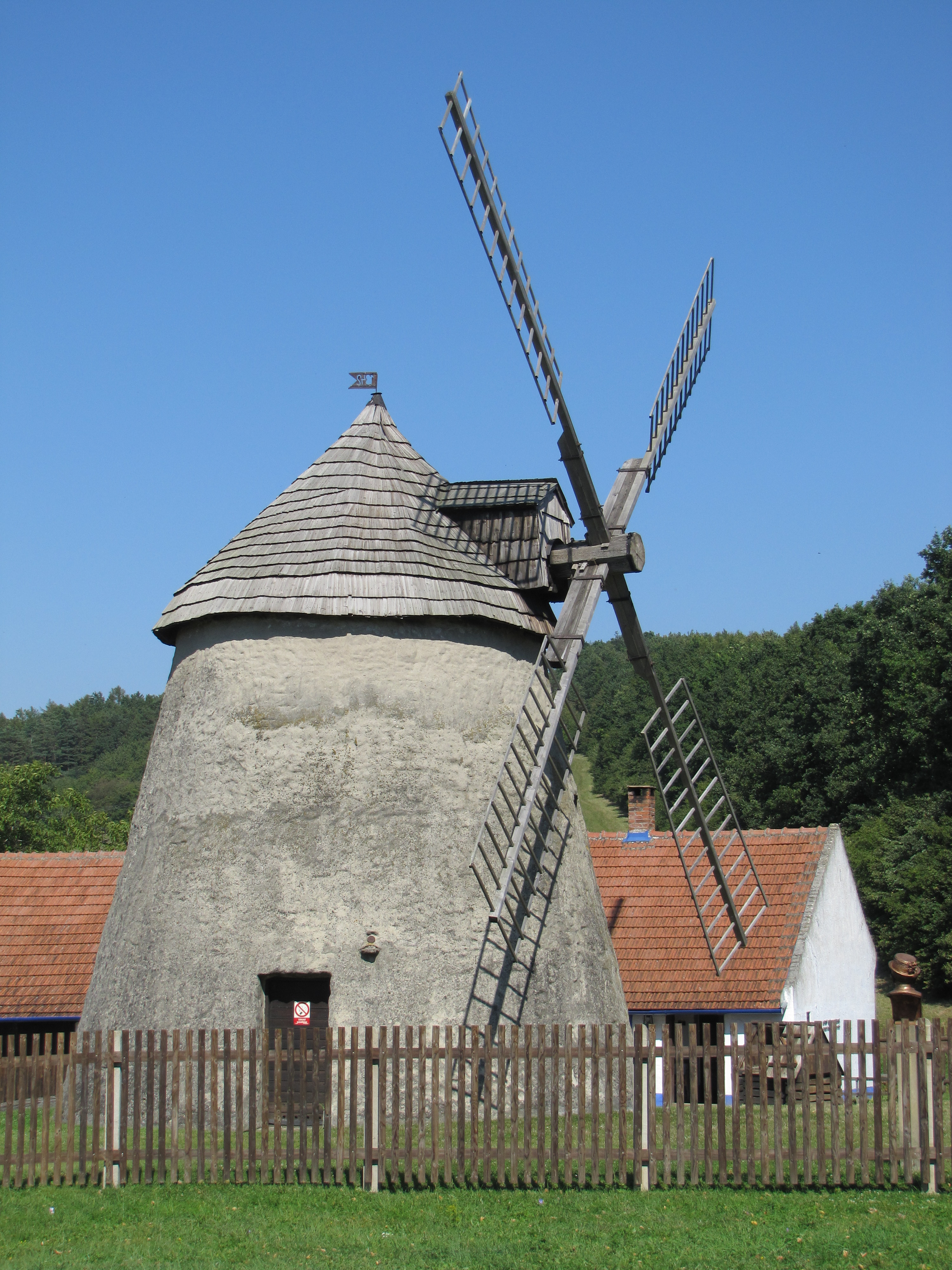
Větrný mlýn v Kuželově

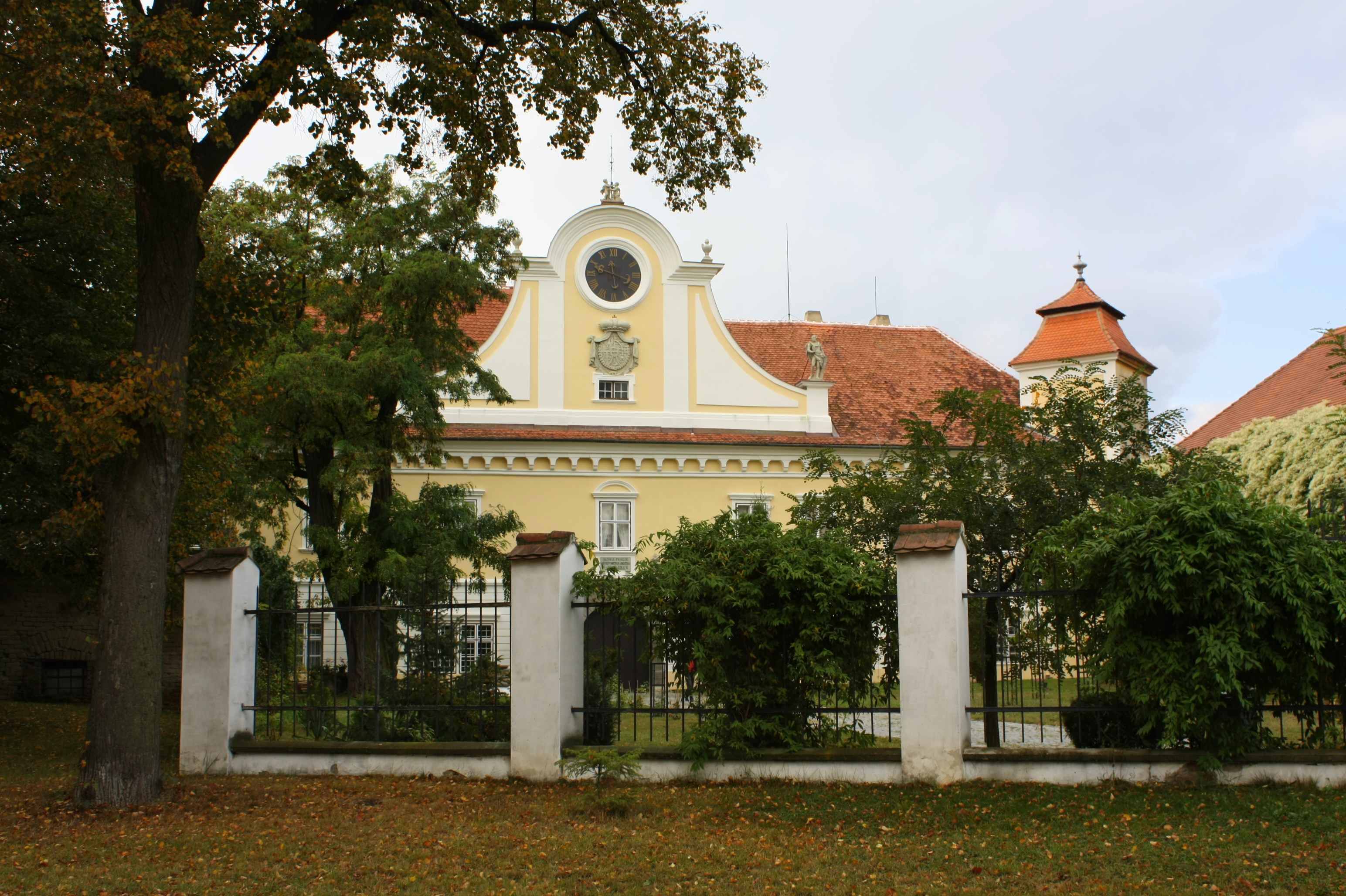
Zámek ve Ždánicích

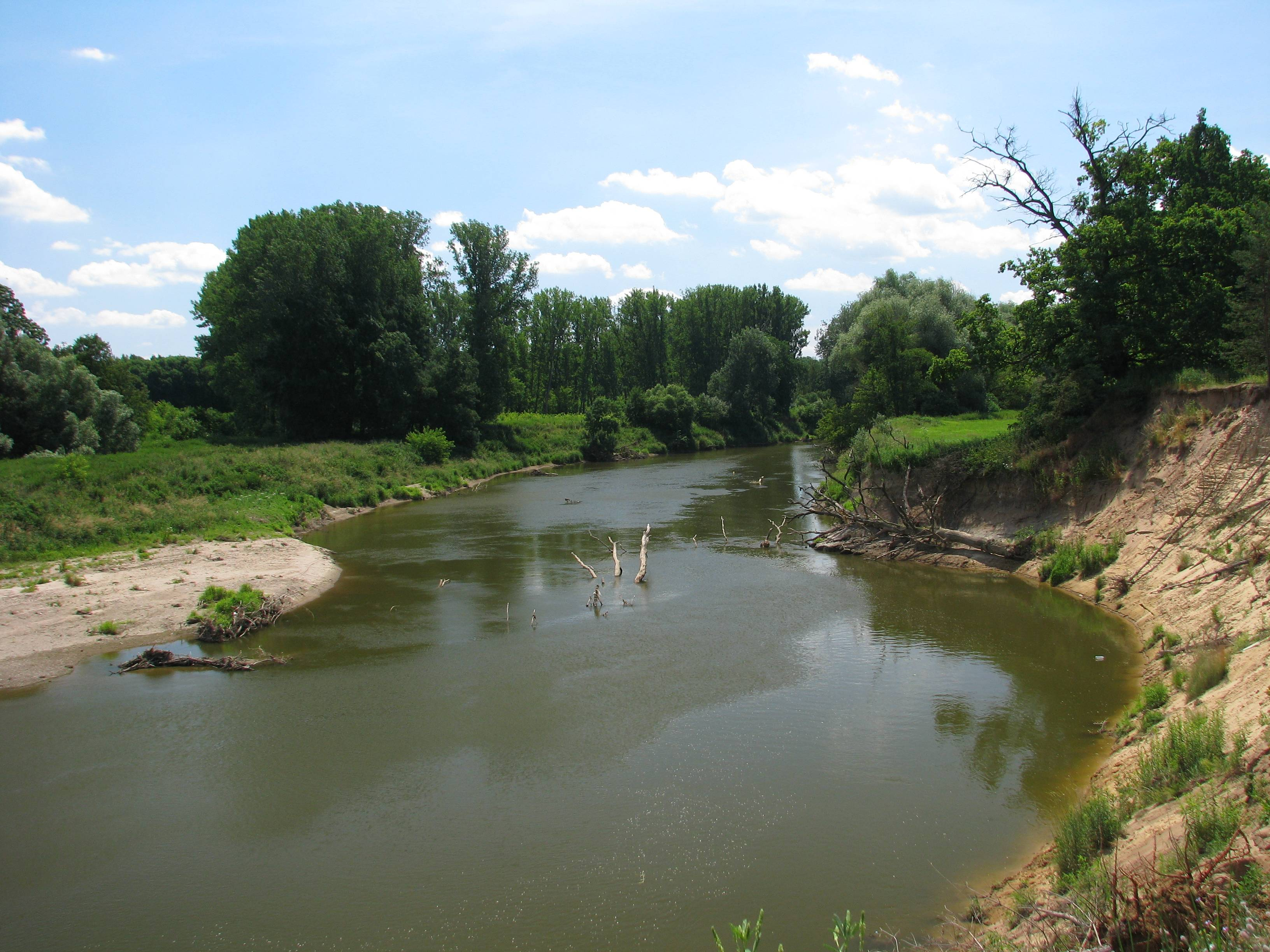
Přírodní památka Osypané břehy

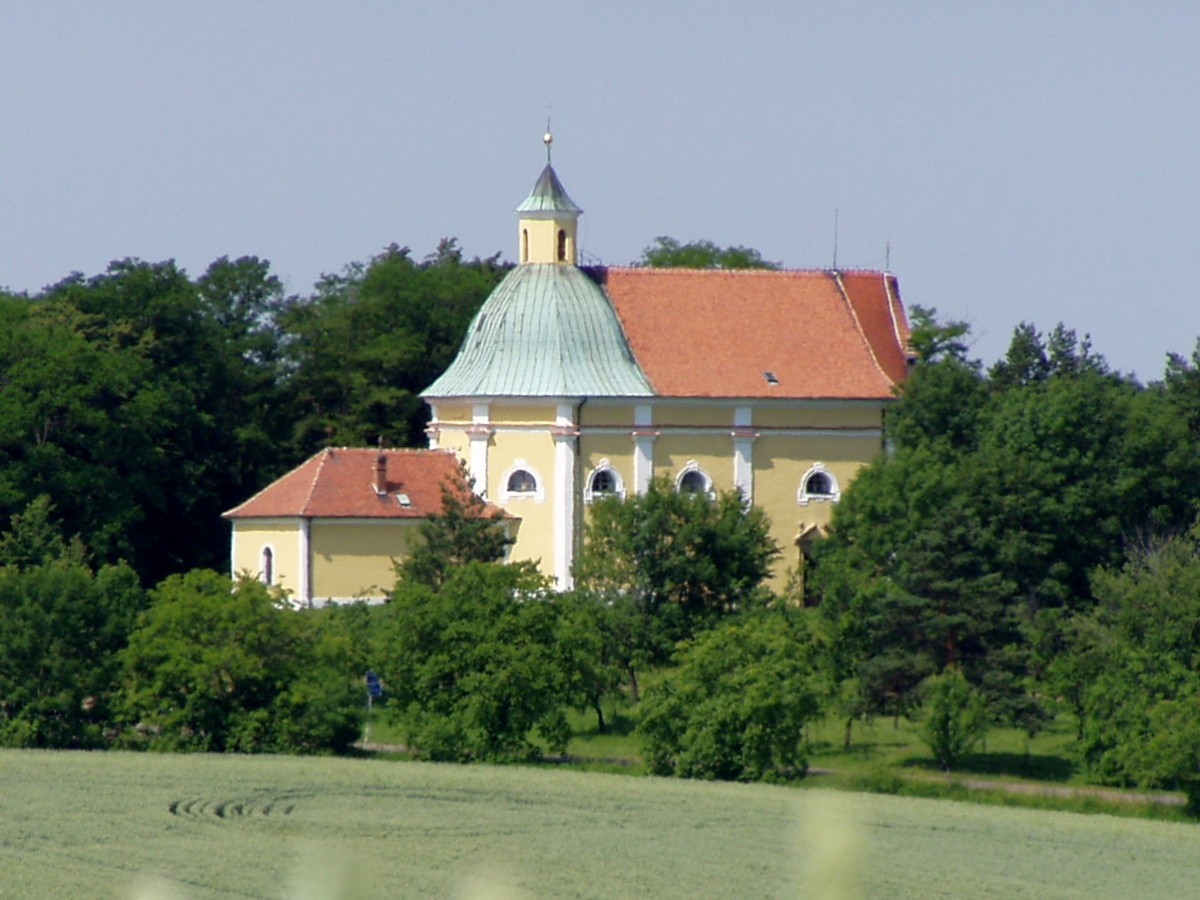
Poutní místo Svatý Antonínek

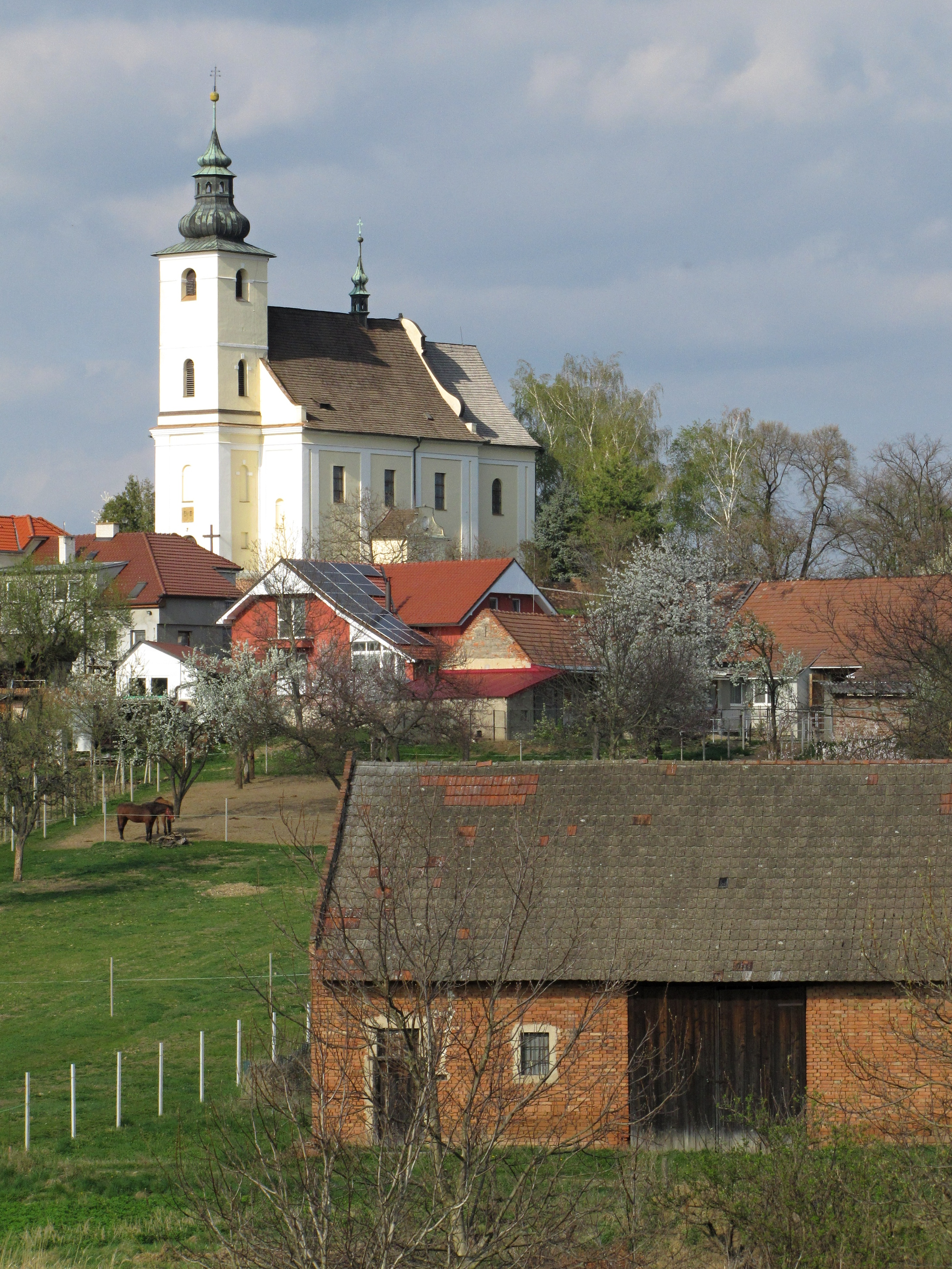
Kostel sv. Jakuba v Ježově

Města vyznačena tučně, počet obyvatel k 1. lednu 2023
| Znak | Obec/Město                     | Počet obyvatel |
| ---- | ------------------------------ | -------------- |
|      | Archlebov                      | 872            |
|      | Blatnice pod Svatým Antonínkem | 1 945          |
|      | Blatnička                      | 426            |
|      | Bukovany                       | 695            |
|      | Bzenec                         | 4 565          |
|      | Čejč                           | 1 269          |
|      | Čejkovice                      | 2 415          |
|      | Čeložnice                      | 416            |
|      | Dambořice                      | 1 514          |
|      | Dolní Bojanovice               | 3 035          |
|      | Domanín                        | 1 039          |
|      | Dražůvky                       | 258            |
|      | Dubňany                        | 6 266          |
|      | Hodonín                        | 23 805         |
|      | Hovorany                       | 2 179          |
|      | Hroznová Lhota                 | 1 152          |
|      | Hrubá Vrbka                    | 625            |
|      | Hýsly                          | 412            |
|      | Javorník                       | 690            |
|      | Ježov                          | 717            |
|      | Josefov                        | 459            |
|      | Karlín                         | 203            |
|      | Kelčany                        | 244            |
|      | Kněždub                        | 1 045          |
|      | Kostelec                       | 890            |
|      | Kozojídky                      | 538            |
|      | Kuželov                        | 410            |
|      | Kyjov                          | 10 844         |
|      | Labuty                         | 168            |
|      | Lipov                          | 1 444          |
|      | Louka                          | 935            |
|      | Lovčice                        | 838            |
|      | Lužice                         | 2 900          |
|      | Malá Vrbka                     | 161            |
|      | Mikulčice                      | 1 966          |
|      | Milotice                       | 1 877          |
|      | Moravany                       | 724            |
|      | Moravský Písek                 | 2 064          |
|      | Mouchnice                      | 322            |
|      | Mutěnice                       | 3 707          |
|      | Násedlovice                    | 886            |
|      | Nechvalín                      | 339            |
|      | Nenkovice                      | 480            |
|      | Nová Lhota                     | 621            |
|      | Nový Poddvorov                 | 225            |
|      | Ostrovánky                     | 228            |
|      | Petrov                         | 1 322          |
|      | Prušánky                       | 2 189          |
|      | Radějov                        | 841            |
|      | Ratíškovice                    | 3 972          |
|      | Rohatec                        | 3 524          |
|      | Skalka                         | 153            |
|      | Skoronice                      | 508            |
|      | Sobůlky                        | 831            |
|      | Starý Poddvorov                | 951            |
|      | Stavěšice                      | 369            |
|      | Strážnice                      | 5 401          |
|      | Strážovice                     | 603            |
|      | Sudoměřice                     | 1 256          |
|      | Suchov                         | 475            |
|      | Svatobořice-Mistřín            | 3 527          |
|      | Syrovín                        | 350            |
|      | Šardice                        | 2 178          |
|      | Tasov                          | 535            |
|      | Těmice                         | 927            |
|      | Terezín                        | 383            |
|      | Tvarožná Lhota                 | 953            |
|      | Uhřice                         | 768            |
|      | Vacenovice                     | 2 152          |
|      | Velká nad Veličkou             | 2 823          |
|      | Veselí nad Moravou             | 10 642         |
|      | Věteřov                        | 523            |
|      | Vlkoš                          | 1 024          |
|      | Vnorovy                        | 2 952          |
|      | Vracov                         | 4 539          |
|      | Vřesovice                      | 582            |
|      | Žádovice                       | 719            |
|      | Žarošice                       | 1 111          |
|      | Ždánice                        | 2 520          |
|      | Želetice                       | 512            |
|      | Žeravice                       | 1 002          |
|      | Žeraviny                       | 189            |

## Seznam obcí a jejich částí
Města jsou uvedena tučně, městyse kurzívou, části obcí malince.

Archlebov •
Blatnice pod Svatým Antonínkem •
Blatnička •
Bukovany •
Bzenec •
Čejč •
Čejkovice •
Čeložnice •
Dambořice •
Dolní Bojanovice •
Domanín •
Dražůvky •
Dubňany •
Hodonín •
Hovorany •
Hroznová Lhota •
Hrubá Vrbka •
Hýsly •
Javorník •
Ježov •
Josefov •
Karlín •
Kelčany •
Kněždub •
Kostelec •
Kozojídky •
Kuželov •
Kyjov (Bohuslavice • Boršov • Nětčice) •
Labuty •
Lipov •
Louka •
Lovčice •
Lužice •
Malá Vrbka •
Mikulčice (Těšice) •
Milotice •
Moravany •
Moravský Písek •
Mouchnice •
Mutěnice •
Násedlovice •
Nechvalín •
Nenkovice •
Nová Lhota (Vápenky) •
Nový Poddvorov •
Ostrovánky •
Petrov •
Prušánky •
Radějov •
Ratíškovice •
Rohatec •
Skalka •
Skoronice •
Sobůlky •
Starý Poddvorov •
Stavěšice •
Strážnice •
Strážovice •
Sudoměřice •
Suchov •
Svatobořice-Mistřín (Mistřín • Svatobořice) •
Syrovín •
Šardice •
Tasov •
Těmice •
Terezín •
Tvarožná Lhota •
Uhřice •
Vacenovice •
Velká nad Veličkou •
Veselí nad Moravou (Milokošť • Zarazice) •
Věteřov •
Vlkoš •
Vnorovy (Lidéřovice) •
Vracov •
Vřesovice •
Žádovice •
Žarošice (Silničná • Zdravá Voda) •
Ždánice •
Želetice •
Žeravice •
Žeraviny

## Seznam správních obvodů obcí s rozšířenou působností
Okres se skládá ze tří správních obvodů obcí s rozšířenou působností, které jsou shodné se správními obvody obcí s pověřeným úřadem:
- Hodonín
- Kyjov
- Veselí nad Moravou

## Řeky
- Morava
- Kyjovka
- Myjava
- Radějovka
- Trkmanka
- Velička